# Алфред Брур
Алфред Брур (на немски: Alfred Bruer) е германски офицер, който служи по време на Първата и Втората световна война.

## Живот и кариера
Алфред Брур е роден на 4 ноември 1897 г. През 1914 г. се присъединява към армията като доброволец. Участва в Първата световна война, служи в пехотни подразделения и до края ѝ достига звание лейтенант. След войната, през 1920 г., се присъединява към полицията. След сформирането на Вермахта се присъединява отново към армията. През Втората световна война служи в моторизирани артилерийски подразделения. През юни 1941 г. получава командването на 155-и танков артилерийски полк от 21-ва танкова дивизия. На 21 юли 1942 г. поема за кратко ръководството на 21-ва танкова дивизия (до началото на август). През май 1943 г., в края на Северноафриканската кампания, е пленен. Освободен през 1947, след края на войната. Умира на 12 февруари 1976 г. в Гмюнд, Германия.

## Дати на произвеждане в звание
- Оберст – 1 февруари 1942 г.

## Награди
- Рицарски кръст – 30 юли 1942 г.